# Radmor 5100
RADMOR 5100 Stereo HiFi Quasi Quadro to amplituner klasy HiFi. Odbiornik radiowy ze wzmacniaczem (w jednej obudowie), przystosowany do odbioru programów stereofonicznych na zakresie UKF oraz monofonicznych na zakresie fal długich. Produkowany w latach 1977–1979 w zakładach UNITRA Radmor w Gdyni.

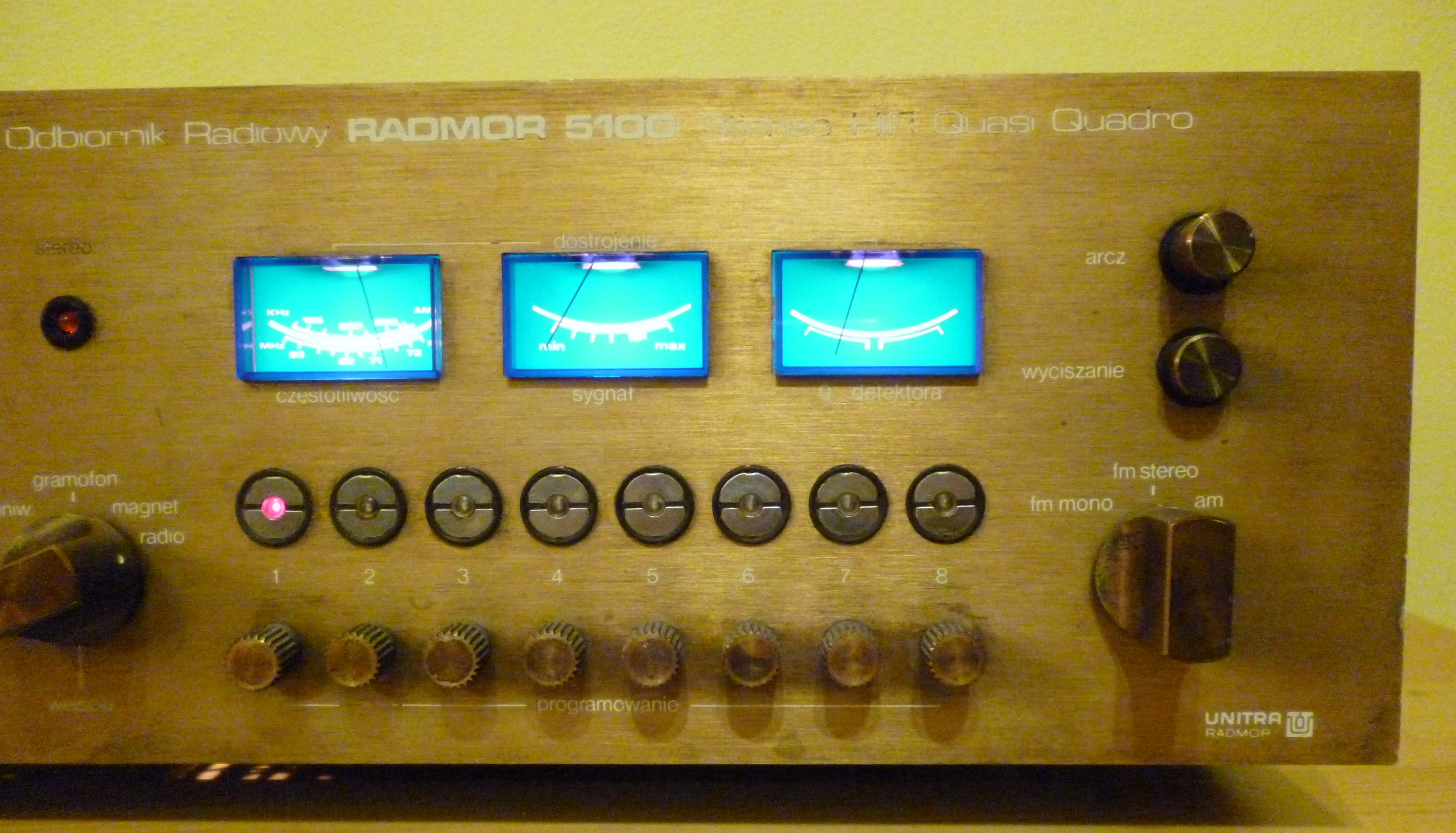
RADMOR 5100 Stereo HiFi Quasi Quadro

## Historia
Prace konstrukcyjne nad OR Radmor 5100 trwały przez szereg lat, a prototypowe egzemplarze zaczęto produkować w 1976 r. Odbiornik zaprojektowany został na zlecenie ZR Radmor we współpracy z Instytutem Telekomunikacji oraz Ośrodkiem Wzornictwa Przemysłowego PTH w Warszawie (brał udział Grzegorz Strzelewicz). Przy projektowaniu i produkcji stawiano na wysoką jakość, każdy egzemplarz był dostarczany z indywidualną kartą pomiarów i strojenia.
Sprzęt zbudowany został w oparciu o zagraniczne podzespoły m.in. wskaźniki wysterowania japońskiej firmy VARIA, tranzystory końcowe 2N3055 firmy Toshiba, w późniejszych latach produkcji Tungsram – był to najbardziej zaawansowany technicznie sprzęt audiofoniczny tamtych czasów w Polsce, nie odbiegał jakością oraz funkcjonalnością sprzętów audio krajów zachodnich, spełniał normy HiFi oraz niemieckiej normy DIN.
Amplituner ten wyposażono standardowo w dwa stereofoniczne wzmacniacze mocy, dzięki czemu ma możliwość podłączenia dwóch zestawów głośnikowych, przedni zestaw i tylny. Standard ten „Radmor” opatrzył handlową nazwą „quasi quadro”, „prawie kwadrofonia”. Amplituner przy odpowiednim rozmieszczeniu czterech głośników i przesunięciu fazowym sygnałów pomiędzy przednim i tylnym zestawem głośników dawał wrażenie akustyczne dźwięku przestrzennego, nie była to pełna kwadrofonia stąd nazwa „quasi quadro”.

Następne wersje rozwojowe tego amplitunera to Radmor 5102T i Radmor 5102TE. W ciągu 10 lat wyprodukowano 150 000 egzemplarzy.

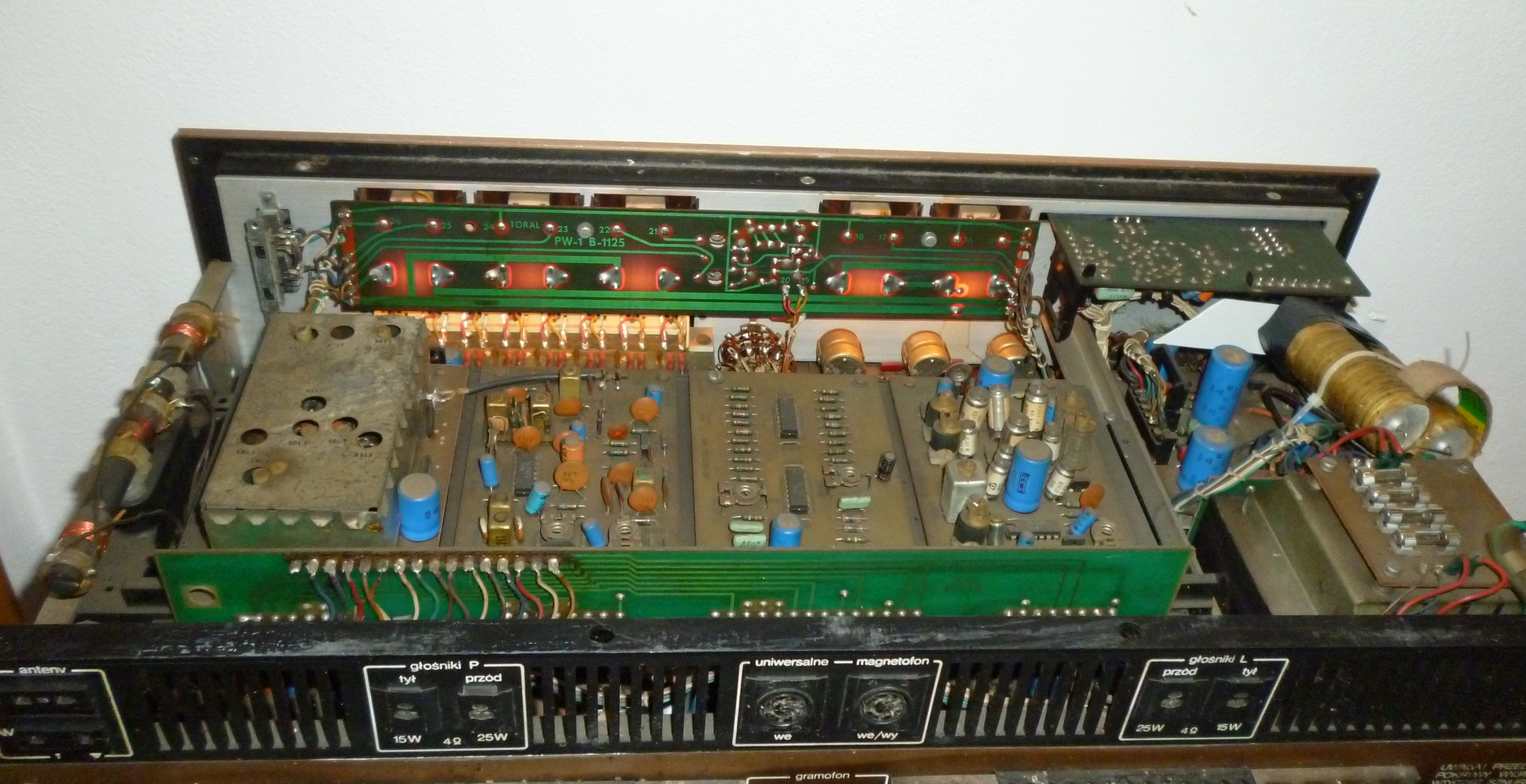
RADMOR 5100 chassis

## Parametry

### FM-UKF (65,5 – 73MHz)
- Czułość użytkowa:
  - stereo – 35 µV
  - mono – 2 µV
- Próg ograniczenia – 2 µV
- Selektancja – 50 dB
- Pasmo przenoszenia – 40 ÷ 15000 Hz
- Zniekształcenia nieliniowe:
  - stereo – 0,7%
  - mono – 0,3%
- Tłumienie sygnałów lustrzanych – 60 dB
- Tłumienie przesłuchu stereo – 30 dB
- Odstęp od szumów – 60 dB
- Rodzaj odbioru: – mono, stereo, quasi quadro
- Antena dipolowa – 300 Ω

### AM – fale długie (165 – 285 kHz)
- Czułość użytkowa:
  - z anteny ferrytowej – 2 mV/m
  - z anteny zewnętrznej – 80 µV
- Selektancja – 40 dB
- Pasmo przenoszenia – 100 ÷ 3000 Hz
- Zniekształcenia nieliniowe – 6%
- Tłumienie sygnałów lustrzanych – 55 dB
- Rodzaj odbioru – mono
- Antena wewnętrzna – ferrytowa
- Antena zewnętrzna – długość z wyprowadzeniami 10 – 15 m

### Wzmacniacz m.cz.
- Wielkość sygnału sterującego na wejściu:
  - magnetofon – 300 mV
  - gramofon – 3 mV
- Sygnał na wyjściu magnetofonowym – 0,1 mV/kΩ
- Pasmo przenoszenia mocy – 20 ÷ 30000 Hz
- Zniekształcenia – 0,3%
- Zakres regulacji barwy dźwięku – ± 12 dB
- Moc znamionowa:
  - głośniki 2 × 4Ω (przód) – 2 × 25 W
  - głośniki 2 × 4Ω (tył) – 2 × 15 W
  - słuchawki stereofoniczne 400Ω – 2 × 75 mW
- Nierównomierność wzmocnienia l/p – 4 dB
- Współpraca – z magnetofonem, gramofonem magneto- i piezoelektrycznym

## Konstrukcja
Amplituner zbudowany jest na aluminiowej, anodowanej przestrzennej ramie (chassis), do której przymocowane są kolejne elementy. Technologię wykonania, konstrukcję modułową postanowiono zastosować taką samą jak w budowie radiotelefonów które Radmor już produkował. Ma to swoje zalety, ale też wady. Zaletą takiej konstrukcji była szybka wymiana uszkodzonych modułów na sprawne co upraszczało i przyspieszało serwisowanie. Z drugiej jednak strony stoją wyższe koszty produkcji oraz konieczność prowadzenia wiązek przewodów po całym urządzeniu. Obudowę zewnętrzną stanowi jednoczęściowa, drewniana obudowa (fornirowana płyta wiórowa) w kształcie litery U oraz panel przedni. Panel przedni był wykonany ze szczotkowanego aluminium w kolorach srebrnym i czarnym, który pod wpływem czasu nabierał barwy złotej lub miedzianej. Na płycie czołowej zastosowano moletowane pokrętła oraz dwuczęściowe nasadki wyboru źródła dźwięku, rodzaju zakresu pracy radia. OR Radmor 5100 posiada programator sensorowy dla 8 stacji radiowych oraz wskaźniki wysterowania podświetlane żarówkami w kolorze zielonym.

## Wejścia/Wyjścia
- wejście antenowe FM (dipolowa, 300 Ω)
- wejście antenowe AM
- tylny głośnik prawy (DIN-2)
- przedni głośnik prawy (DIN-2)
- wejście uniwersalne (DIN-5)
- wejście/wyjście magnetofonowe (DIN-5)
- wejście gramofonowe (DIN-5)
- przedni głośnik lewy (DIN-2)
- tylny głośnik lewy (DIN-2)
- (na froncie) 2x wyjście słuchawkowe (DIN-5b)